# 深圳地下鉄南車株洲電車
深圳地下鉄中車株機電車（しんせんちかてつちゅうしゃしゅきでんしゃ）は、深圳地下鉄の1号線で運行されている地下鉄車両である。

## 历史
2007年6月25日、深セン地下鉄株式会社はCSR株洲電気機関車株式会社と車両調達契約を締結し、深セン地下鉄1号線の建設継続のため、26編成の電車と156台のA型地下鉄車両を発注した。これは中国企業が独自に入札し、独自に開発し、独自の知的財産権を持つ初のA型地下鉄車両プロジェクトである。最初の列車は2008年9月13日に株洲の組立ラインから出荷され[1]、同年12月23日に深センに到着し[2]、2009年8月9日に運行を開始しました[3]。
2009年5月9日、深セン地下鉄は株洲機関車車両公司に対し、5号線で使用するためにさらに30編成の列車、180両のA型地下鉄車両を発注した。[1]契約総額は13億人民元。最初の列車は2010年9月11日に深センに到着し[2]、2011年6月22日に5号線が開通した際に運行が開始された。
2014年8月26日、1号線の最初の追加列車が湖南省の生産ラインから出荷されました。 [1]
2018年3月19日、1号線の1551/1556編成の電車が「アースアワー」環境保護キャンペーンを推進する「青い車両」に変身しました。

## 特点

### 1号线2009年增购型

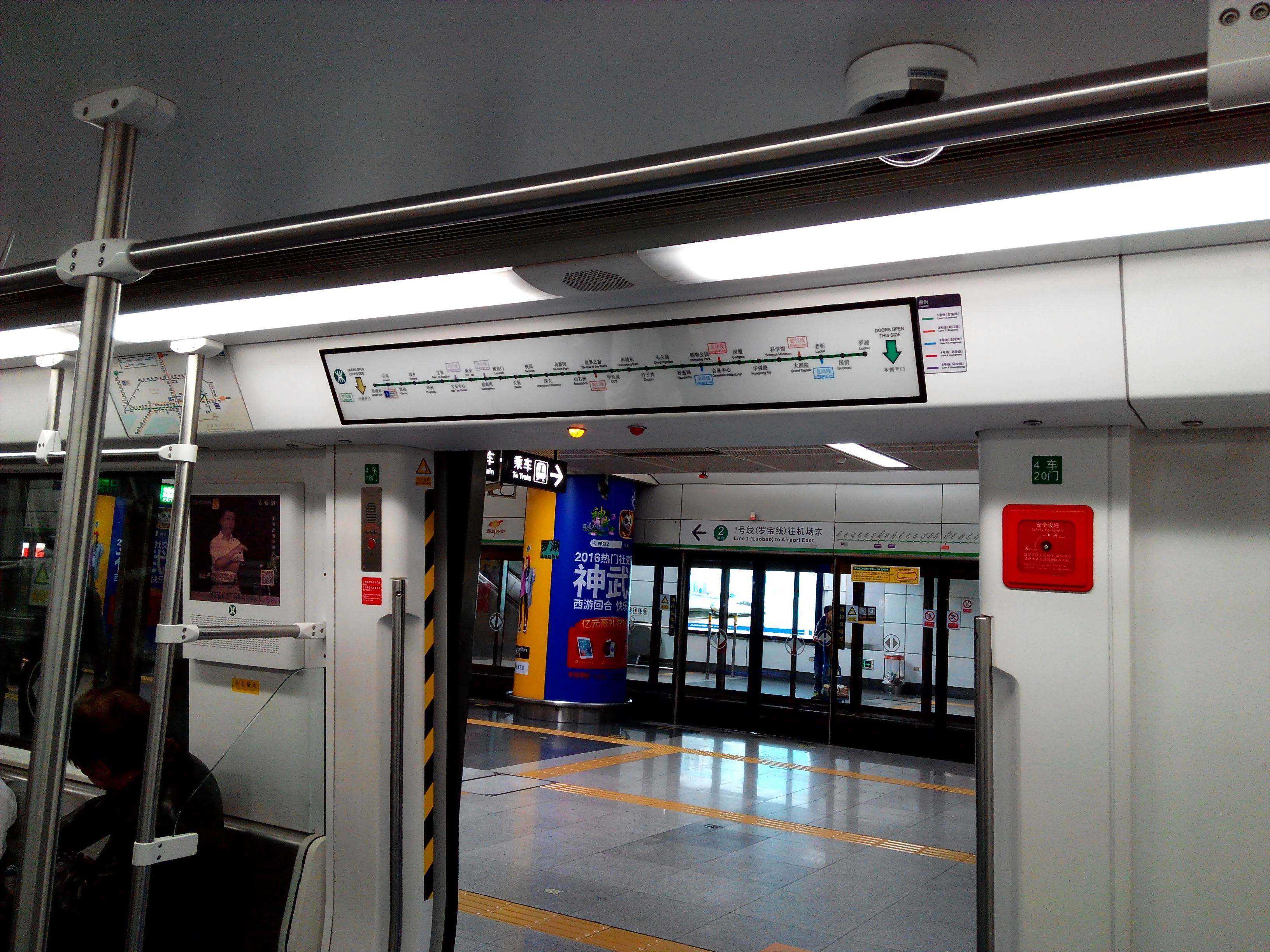
1号線 2009年 追加列車点滅灯 路線図

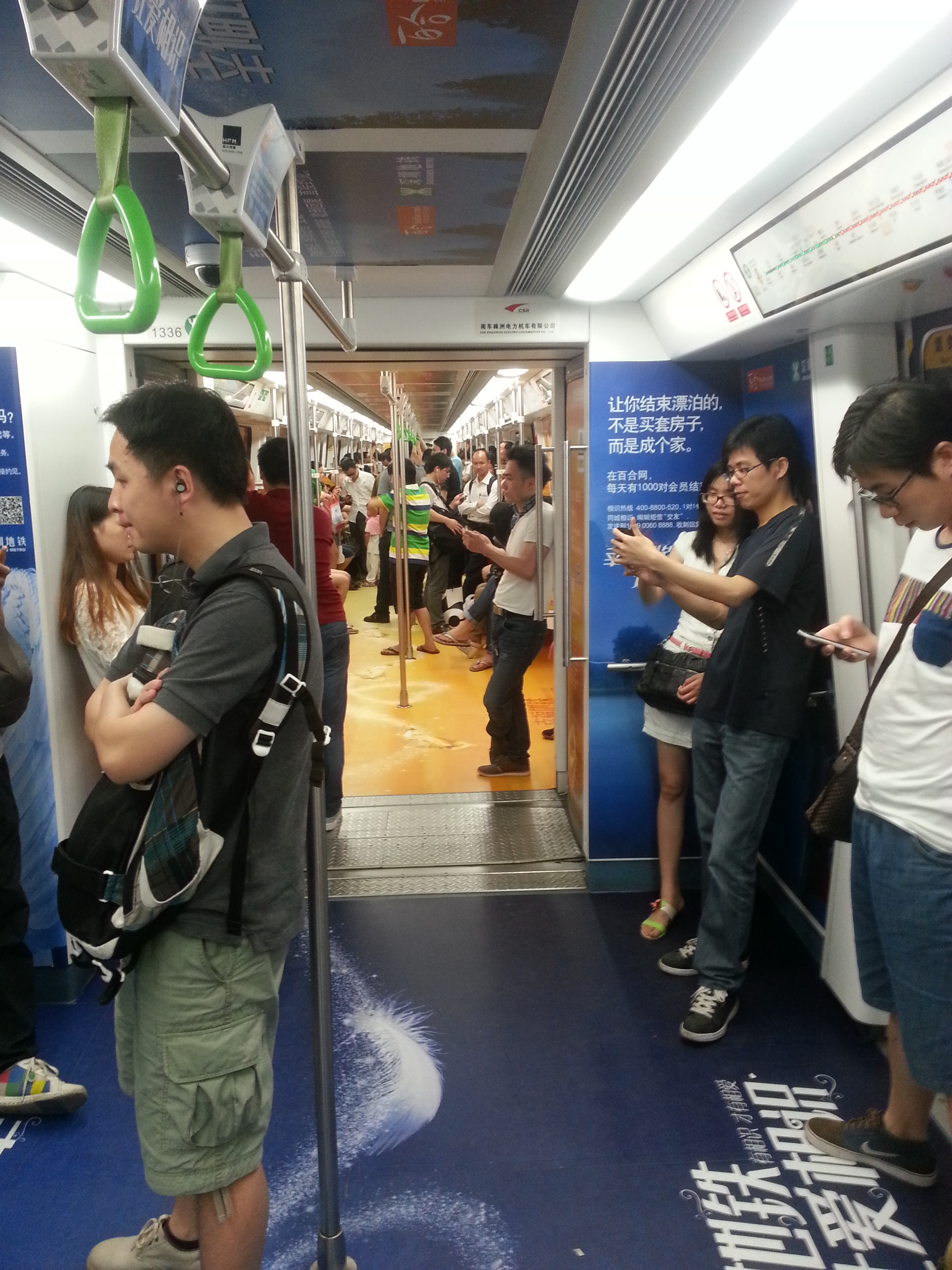
1号線車内の広告

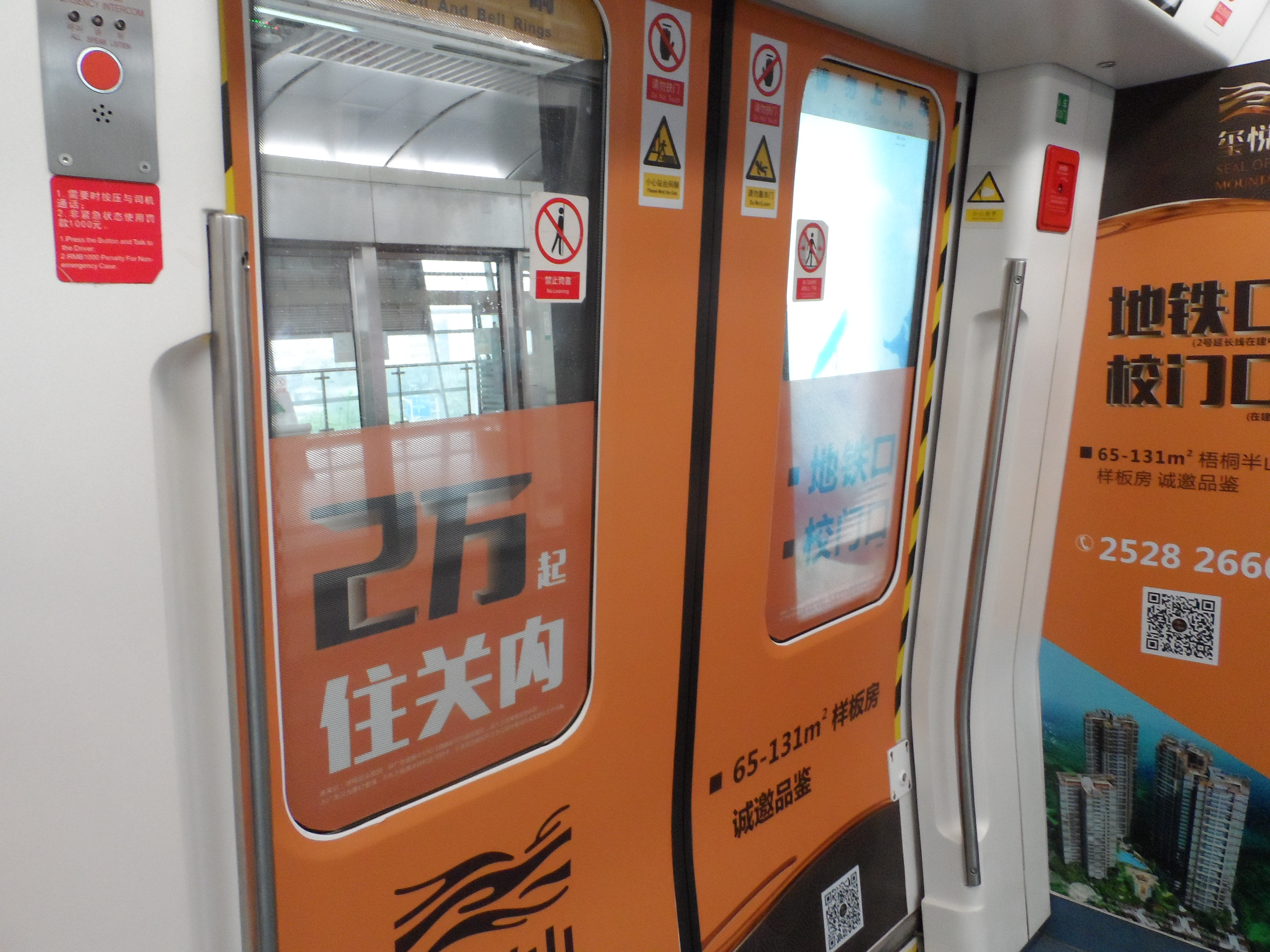
列車のドア

株洲電気機関車有限公司は、1号線列車プロジェクトの請負業者および技術リーダーであり、列車のすべての技術の統合を担当しています。しかし、重要なコンポーネントは依然としてインポートする必要があります。このうち牽引システム、補助システム、列車バス制御システムなどの電気部品はドイツのシーメンス社製、ブレーキシステムはクノールブレムゼ社のEP2002システムとなっている。主な技術的特徴[1]：
- 列車は駆動車両4台と従車両2台で構成されています。電源は1500V架空電車線です。最高運転速度は80km/hです。
- 車体構造はドラム型で、列車の両端は準流線型になっており、車体の耐用年数は30年になるように設計されています。
- 台車はボルスタレス台車、フレームは高強度低合金鋼板を溶接したH型構造を採用しています。 2段階サスペンションシステムを採用しており、第1システムはヘリンボーンメタルラバースプリング、第2システムはエアスプリングです。
- トラクション制御システムはフレーム制御方式を採用し、1 つのインバータで 4 つのトラクションモーターを駆動し、インバータモジュールには IGBT コンポーネントが使用されています。

CRRC Zhuzhou が独自に開発した技術に加え、この一連の列車にはシーメンスのモジュール式列車プラットフォームも組み込まれています。特に上海地下鉄AC-05型電車について言及されました。列車の外装デザインはポルシェデザインが担当した。

### 5號綫

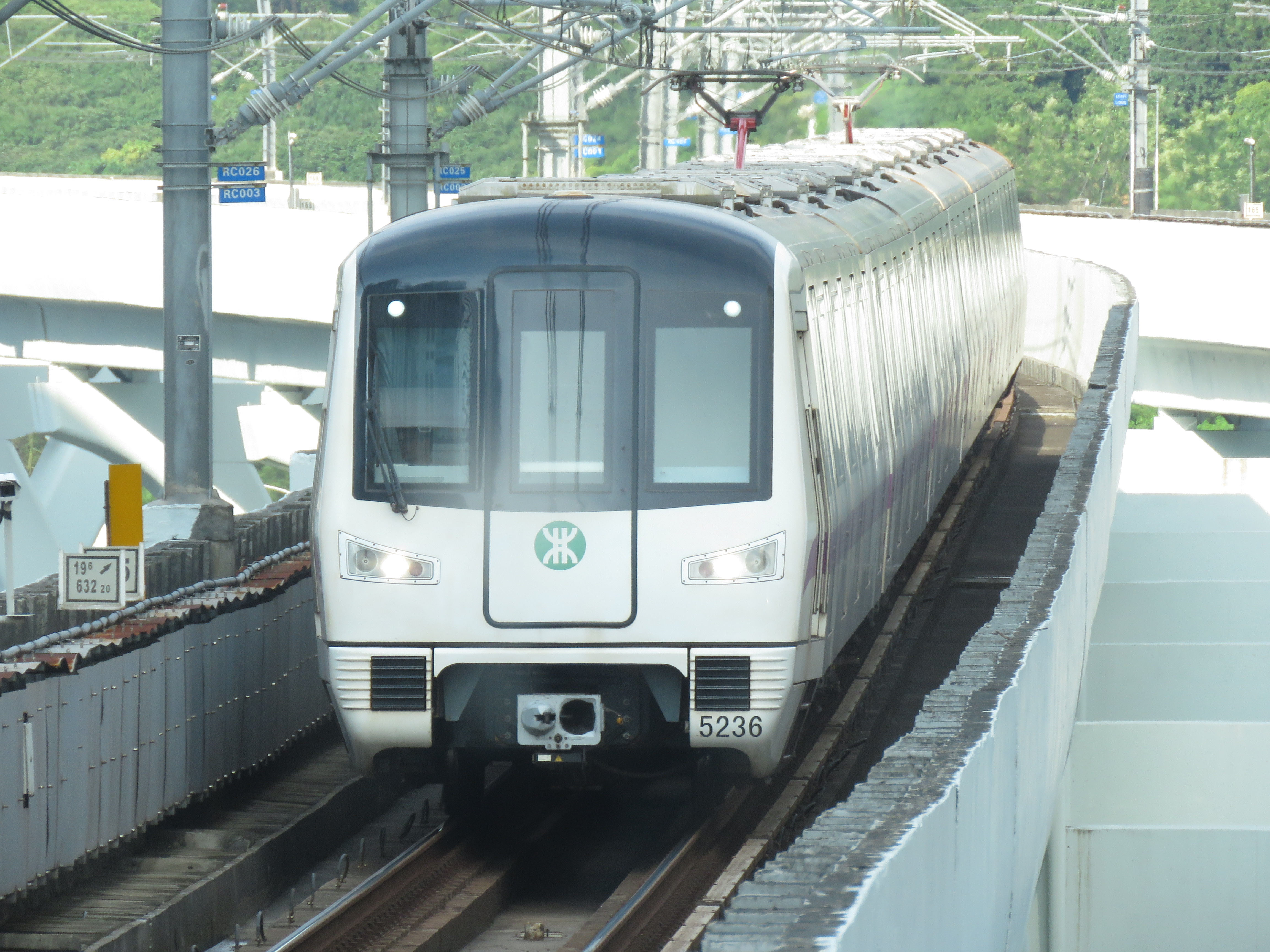
5号線列車

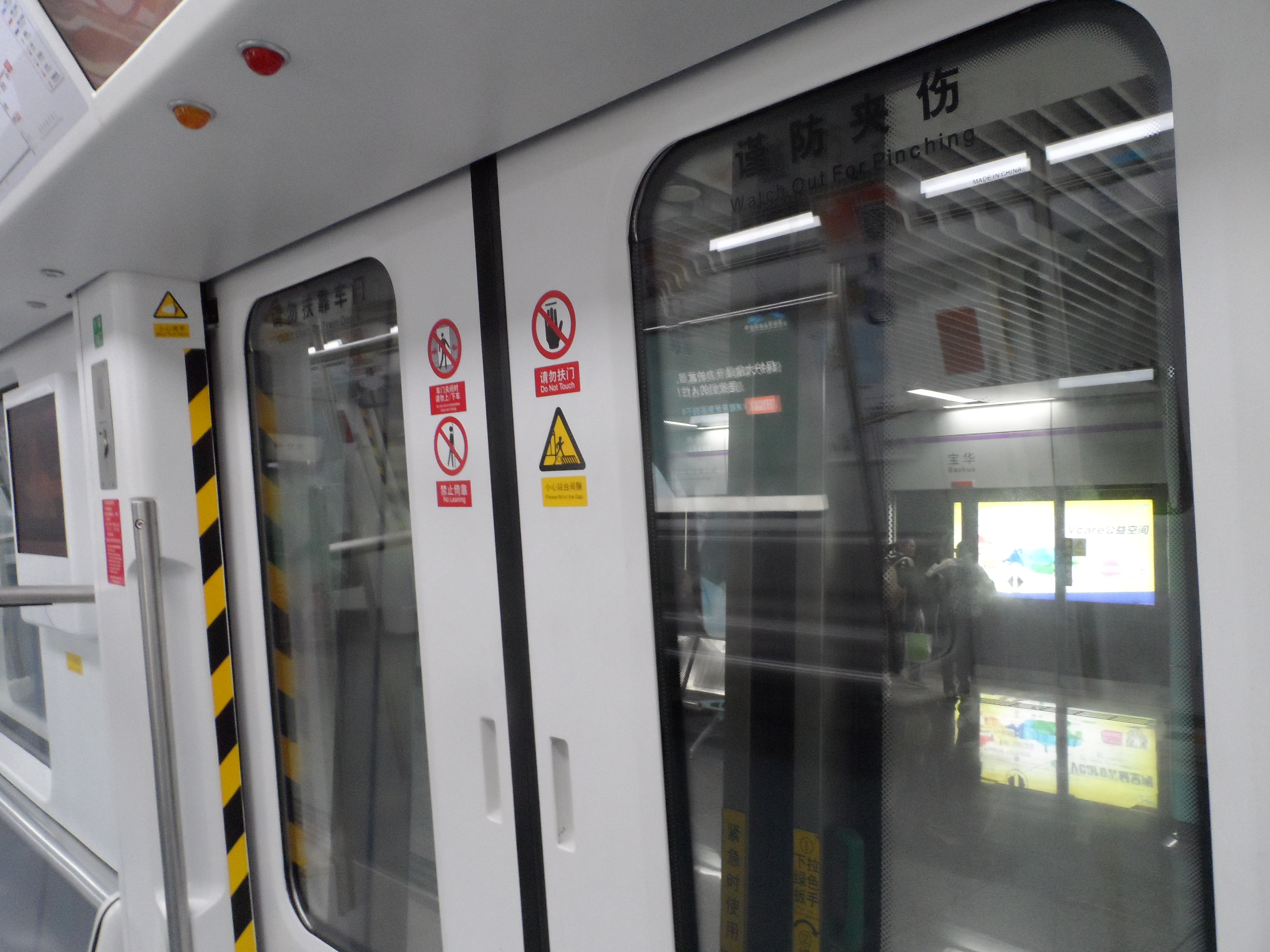
列車のドア

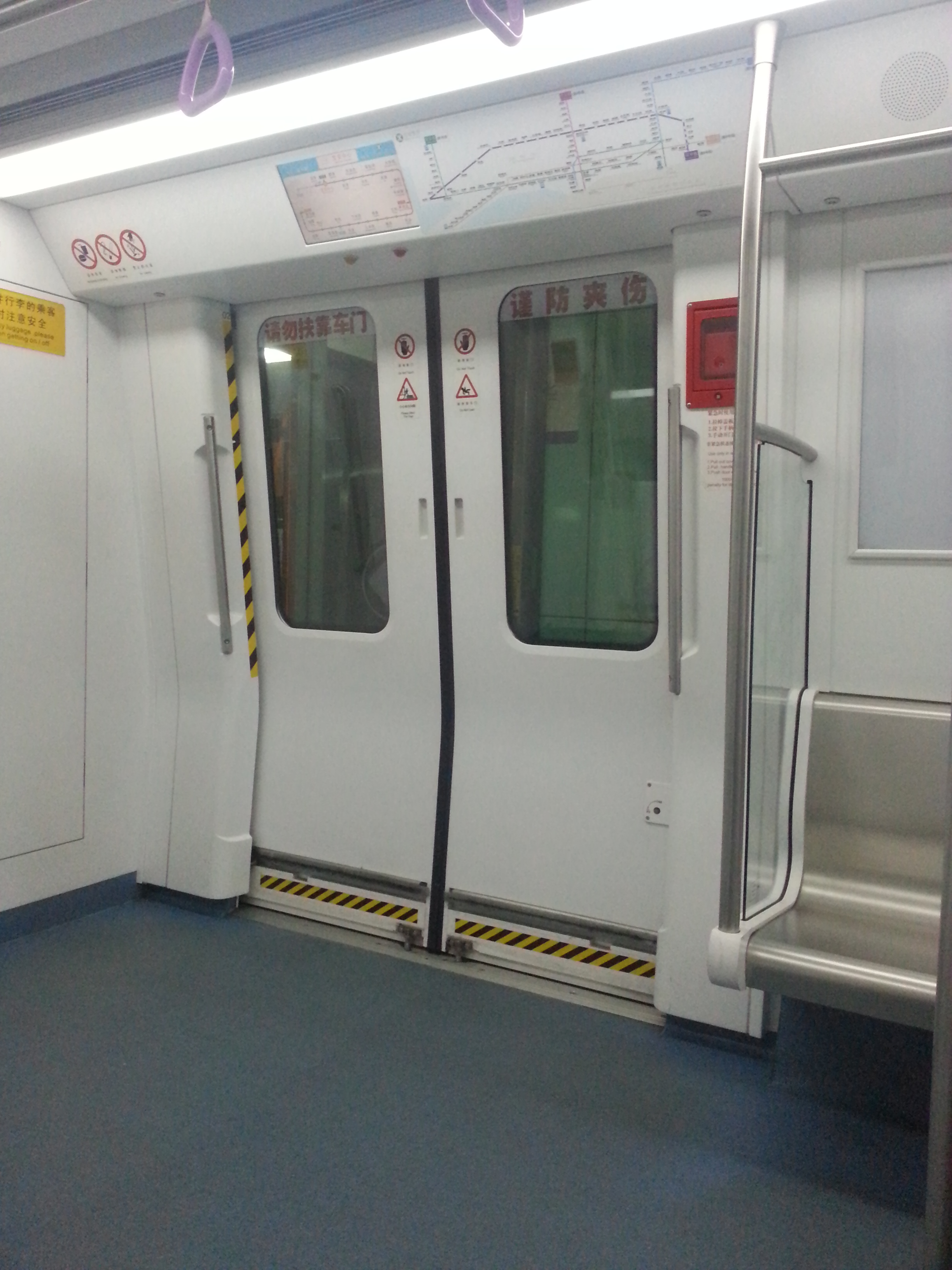
5号線の列車のドアの上には液晶画面が設置されている

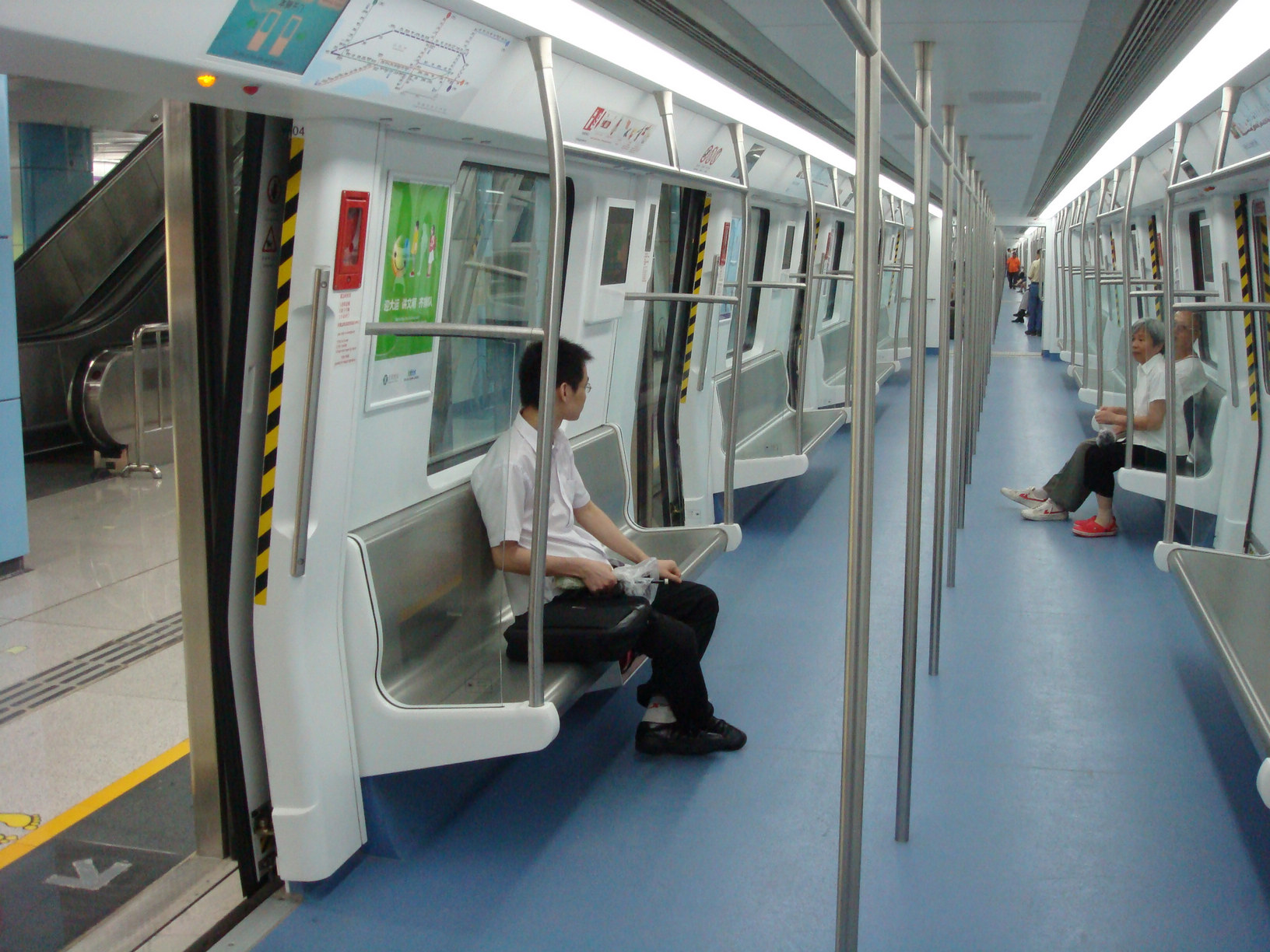
車内

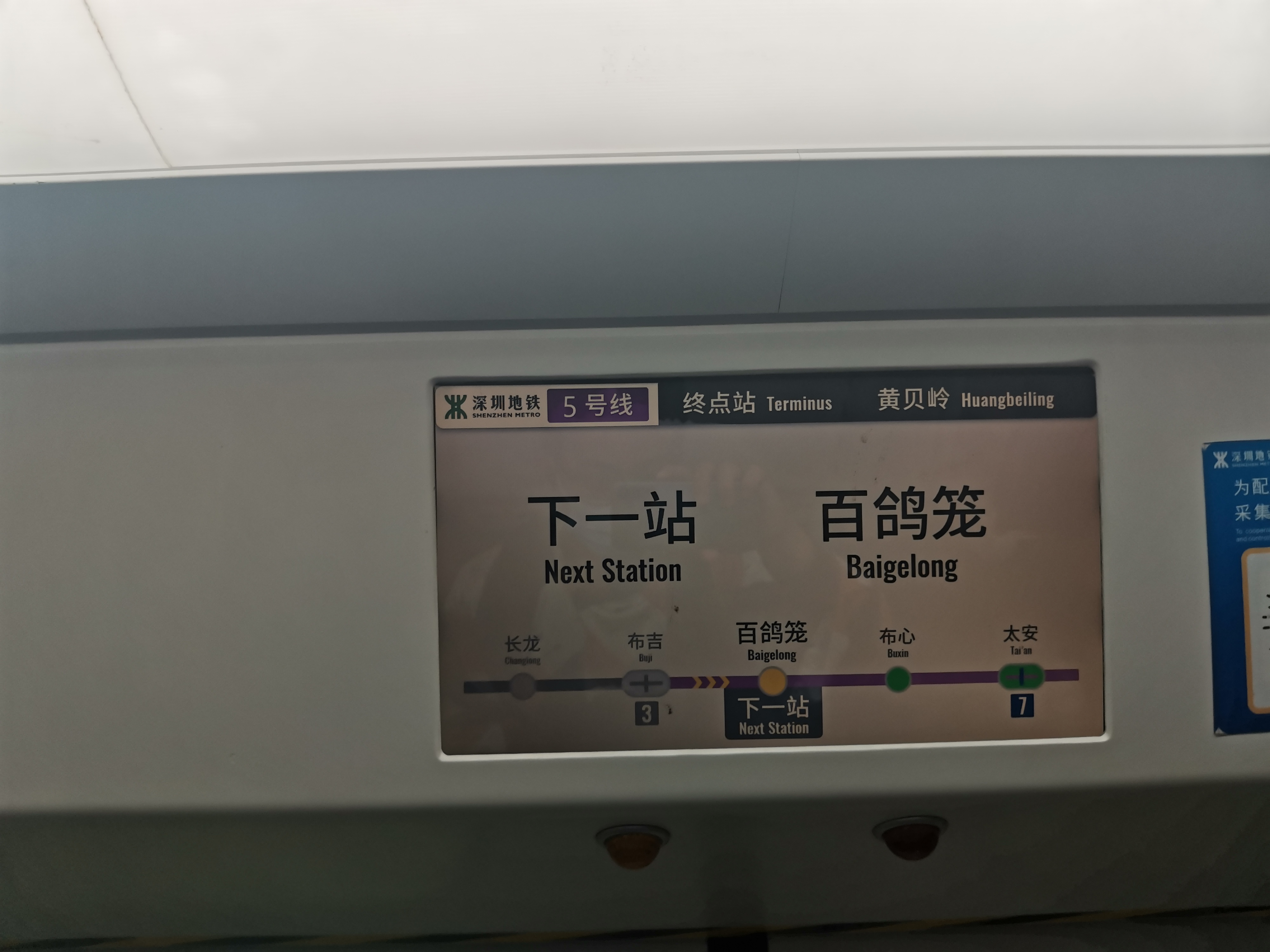
第3世代の駅アナウンスディスプレイ

5号線の車両には輸入牽引システムを搭載した車両と国産牽引システムを搭載した車両の2種類があります。中国の都市軌道交通産業政策の調整と設備の国産化要求に対応し、30編成のうち8編成に株洲CSRタイムズエレクトリック株式会社が開発した独自の知的財産権を持つネットワーク制御システムとトラクションドライブシステムを採用。国産化率は1号線列車の70％から90％以上に向上した。いくつかの技術的な改良も行われてきました[1]。
- 空调采用大功率并联的四压缩机组。
- 照明采用集中控制的LED节能系统，较同等照度的荧光灯照明，可节能约40%。
- 以液晶显示屏代替闪灯图，显示内容可根据需要而变化。